# Sono contenta che mia mamma è morta
Sono contenta che mia mamma sia morta (I'm Glad My mom Died) è un romanzo autobiografico dell'ex attrice Jennette McCurdy, basato sul suo spettacolo teatrale I'm Glad My Mom Died. Si tratta del primo libro dell'autrice ed è stato pubblicato per la prima volta il 9 agosto 2022, ricevendo il plauso della critica e del pubblico.

## Contesto
McCurdy è stata un'attrice professionista dall'età di sei anni, fino a quando ha annunciato il suo ritiro definitivo dalle scene nel 2017. Dal 2009 al 2012, ha firmato un contratto con la Capitol Records Nashville, che ha pubblicato il suo omonimo album di debutto nel 2012.
McCurdy aveva già scritto delle pubblicazioni per The Wall Street Journal e poco dopo iniziò a scrivere saggi personali. Ne inviò alcuni al suo manager dell'epoca, che l'ha incoraggiata a scrivere un libro sulla sua vita. McCurdy ha realizzato uno spettacolo teatrale intitolato I'm Glad My Mom Died, che ha eseguito a Los Angeles e a New York City. Ulteriori esibizioni sono state annullate temporaneamente a causa della pandemia di COVID-19, il che ha portato l'autrice a decidere di raccogliere il materiale dello spettacolo in un romanzo autobiografico.

## Trama
Il romanzo segue la vita di Jennette McCurdy dall'infanzia all'età adulta, incentrandosi in particolar modo sul suo rapporto con la madre. Il libro è diviso in due parti, prima e dopo la morte della genitrice.
Jennette nasce in una famiglia mormone composta dai genitori Mark e Debra McCurdy, dai tre fratelli maggiori e dai nonni materni. Il clima familiare è estremamente tossico a causa di Debra, una donna narcisista ed evidentemente affetta da turbe mentali, la quale sviluppa con Jennette un malsano rapporto co-dipendente, costringendola a recitare dall'età di sei anni a causa della sua stessa ossessione passata di diventare una celebrità. Debra è soggetta a imprevedibili attacchi di violenza, tende a catalizzare l'attenzione su di sé e a manipolare gli altri, inclusa la figlia. Inoltre, sottopone Jennette ad abusi sessuali facendole personalmente la doccia fino a quando la ragazza compie diciassette anni e praticandole delle periodiche "ispezioni" ai seni e agli organi genitali con la scusa di un controllo per prevenire il cancro, malattia dalla quale Debra è guarita. L'ambiente casalingo, inoltre, è invivibile a causa del disturbo da accumulo della donna.
Jennette soffre particolarmente della sua condizione e matura una forte ansia e un disturbo ossessivo-compulsivo, ma è costretta a continuare a recitare dalla madre, anche perché il suo guadagno rappresenta il principale sostentamento della famiglia. Quando la bambina inizia a svilupparsi sessualmente a undici anni, la madre la induce ad apportare alla sua dieta una rigida restrizione calorica, spingendola di fatto verso l'anoressia. Jennette raggiunge il successo quando, a tredici anni, viene scritturata per la sitcom di Nickelodeon iCarly. Pur facendo amicizia con la sua co-star Miranda Cosgrove, Jennette risente dell'ambiente a causa della madre e di una figura identificata come "Il Creatore" (è implicito che si tratti di Dan Schneider), che sul set scoppia in frequenti attacchi d'ira contro il personale, inclusi i ragazzi. Quando Jennette ha diciotto anni, il Creatore la convince a bere alcolici e la molesta.
Successivamente, quest'ultima accetta di partecipare a una serie solista sul suo personaggio di iCarly, restando profondamente delusa quando lo spettacolo viene reso un'altra sitcom per bambini di nome Sam & Cat. Allo stesso tempo, la ragazza è convinta dalla madre a cercare di intraprendere una carriera da cantante e il rapporto con Debra si fa più turbolento, anche a causa del ritorno del cancro di quest'ultima. Quando Jennette riesce a comprare un appartamento per andare a vivere da sola, Debra la convince a farsi ospitare per mesi. Nel frattempo, il disturbo alimentare di Jennette si tramuta in bulimia e la ragazza inizia a condurre irregolari rapporti con uomini più maturi, oltre che a bere alcolici in quantità eccessive.
Sam & Cat va particolarmente male per Jennette, in particolar modo a causa delle libertà concesse alla co-star Ariana Grande, che ha una fiorente carriera da cantante. La sua frustrazione aumenta quando le viene negato il permesso di fare da regista a un episodio della sitcom su diretta richiesta di qualche lavoratore della produzione; poco dopo, la serie viene cancellata e Debra muore, facendo cadere Jennette in depressione.
Dopo un'altra serie di delusioni - il tentativo di rilanciare la propria carriera con una serie di Netflix, la relazione con un uomo affetto da schizofrenia e la scoperta che Mark non è il suo padre biologico - Jennette riesce a cercare aiuto per liberarsi dai suoi disturbi alimentari, mettendo fine alla sua carriera d'attrice. La ragazza fa un'ultima visita alla tomba di Debra, riconosce che l'immagine che si era fatta di lei era completamente sbagliata e ammette gli abusi a cui l'ha sottoposta fin da piccola, per poi andarsene con l'intenzione di non venire più a trovare la lapide.

## Accoglienza
Il libro è andato esaurito entro 24 ore dalla messa in vendita presso rivenditori come Amazon, Target e Barnes & Noble. Nello stesso mese, è diventato il best seller numero uno del New York Times per la saggistica sia in copertina rigida che in e-book, vendendo oltre 200.000 copie in tutti i formati nella prima settimana di uscita.
Il romanzo ha ricevuto recensioni "entusiaste" da parte della critica, con l'aggregatore di recensioni Book Marks che ha riferito che nessuna delle nove recensioni era negativa o mista. In una recensione stellata, Publishers Weekly ha definito il libro "Perspicace e incisivo, straziante e crudo". Kirkus Reviews, che ha dato a sua volta una recensione stellata, scrivendo che il libro è "La storia straziante di una bambina emotivamente maltrattata, raccontata con accattivante candore e grazia". Dave Itzkoff del New York Times ha scritto che il libro di memorie era "Una storia di formazione che è alternativamente straziante e mordacemente divertente".

## Edizioni

### Edizioni italiane
- Jennette McCurdy, Sono contenta che mia mamma sia morta, Mondadori, 2023, ISBN 978-88-04-77320-7, OCLC 1377998156.